# Chrysotus viridifemora
Chrysotus viridifemora är en tvåvingeart som först beskrevs av Macquart 1850.  Chrysotus viridifemora ingår i släktet Chrysotus och familjen styltflugor. Inga underarter finns listade i Catalogue of Life.